# Борова тераса
Борова́ тера́са — річкова тераса, що розташована безпосередньо над заплавою річки (луговою терасою). Борова тераса утворена, здебільшого, піском, поростає сосновим лісом — бором, звідки й назва. Геологічний вік борових терас у різних річкових басейнах часто буває неоднаковий. 
На дюнах борових терас Дніпра є стоянки неолітичного і пізнішого часу.